# Pueblo Nuevo (estación)
Pueblo Nuevo es una estación de la Línea 1 del Metro de Panamá, ubicada en el corregimiento de Pueblo Nuevo, entre la estación de 12 de Octubre y la estación de San Miguelito.
Es la segunda de seis estaciones elevadas de la línea. Fue inaugurada el 5 de abril de 2014, y se encuentra en la Vía Simón Bolívar, sirviendo a los corregimientos de Pueblo Nuevo y Bethania.
A pesar de estar en una de las zonas más industrializadas de la ciudad, es la estación menos usada de la línea, con apenas 1% de los pasajeros durante la hora pico. En junio de 2016, fue usado diariamente por 1679 personas, en contraste de las estaciones vecinas de 12 de Octubre y San Miguelito, que son usadas por 34 mil personas diariamente. El arquitecto Álvaro Uribe justificó la creación de la estación en el hecho que la estación contribuirá al desarrollo futuro de la zona.